# Joseph Roig
Pour les articles homonymes, voir Roig.
Joseph Roig, né le 27 juillet 1889 à Nexon (Haute-Vienne) et mort le 17 octobre 1983 à Néfiach, est un officier de l’Armée de l’air française et pilote de l'Aéropostale.

## Biographie
Joseph Roig s'engage dans l'armée en 1907, au 36e régiment d'artillerie. En 1912, il est sous-lieutenant et il ne rejoint l'aviation qu'en 1914. En 1916, il est chef de l'escadrille C 224. Joseph Roig termine la guerre officier de la Légion d'honneur, avec la Croix de Guerre et neuf citations. Mis en congé en 1921 par le maréchal Lyautey pour participer à la mise en place de la ligne aérienne du Maroc au Sénégal pour Pierre-Georges Latécoère. Grand négociateur, il mène ainsi plusieurs missions en 1923 entre Casablanca et Dakar, ouvrant ainsi la voie aérienne pour la Compagnie dans le désert africain. Sa popularité au Maroc fait qu'il devient le premier président du Rugby Club de Casablanca (RCC) en 1922. 
En 1924, Joseph Roig est envoyé en Amérique du Sud, pour préparer le tronçon de Natal (Brésil) à Buenos Aires (Argentine). 
Par ses rapports, il amène les lignes aériennes Latécoère à s’installer en Amérique du Sud. Collaborateur précieux, il retourne cependant dans l’Armée de l’air française en 1926 et prend le commandement des bases de Fès, Alger-Maison Blanche, Istres, puis Casablanca. Il fut mis en congé en 1940 avec le grade de colonel.
Mort en 1983, il est enterré à Corbère (Pyrénées-Orientales).